# .jp
.jp为日本国家及地区顶级域（ccTLD）的域名，于1986年开始使用，由日本注册服务公司（Japan Registry Services）管理。
.jp域名设立早期由JPNIC负责管理，随着.jp的使用率日渐提高，2000年12月决定设立新机构专责管理.jp域名，2003年6月30日由日本注册服务公司正式接手管理。
注册服务经由认可登记者办理，具有漢字，平假名或片假名的域名可登记成为次级域名。

## 审查情况
2012年6月15日至16日，所有使用子域名co.jp的网站在中国大陆被短暂封锁，之后恢复正常访问。

## 次網域名
雖然任何擁有日本郵寄地址的機構皆可申請次網域名（example.jp），但有部份次網域名被限制用作特定用途：
- ac.jp - 高等教育機構，如大學
- ad.jp - JPRS 會員
- co.jp - 公司或有限公司等商業機構，包括在日本註冊的海外公司
- ed.jp - 18歲以下學生就讀的教育機構
- go.jp - 日本政府部門及屬下機構
- gr.jp - 二人或以上的組織，或公司組織
- lg.jp - 地方政府組織
- ne.jp - 網路服務供應商
- or.jp - 註冊組織及非營利機構

## 漢字頂級域名
日本互联网域名理事会（JIDNC）于2009年9月已向ICANN申請國際化頂級域名，即「.日本」，但時至今日仍未獲批。

## 外部連結
- IANA .jp whois information（页面存档备份，存于）
- JPRS 網站（页面存档备份，存于）
- JPNIC 網站（页面存档备份，存于）
- .jp, .co.jp, .or.jp, .ne.jp 通过域名的IP地址
- .jp 認可登記者（页面存档备份，存于）（日語）
- JP-Domains (.jp domain registration in English)
- domains-japan.com（页面存档备份，存于） (.jp registration in English)